# Luxottica
Luxottica Group S.p.A. è un'azienda italiana specializzata nella produzione di occhiali. È presente in oltre 150 paesi nei cinque continenti ed è la più grande produttrice mondiale di montature per occhiali da vista e da sole. Da ottobre 2018 è una filiale di EssilorLuxottica, nata dalla fusione tra l'azienda italiana e la societa francese di Essilor.
Nel 2012 è risultata essere la prima azienda italiana nel campo della moda per fatturato.
La società è stata quotata con la sigla LUX nell'indice FTSE MIB della Borsa di Milano dal 2000 al 2018.
Il 16 gennaio 2017 è stata annunciata la fusione di Luxottica con il gruppo francese Essilor. Dal 1º ottobre 2018, Luxottica Group S.p.A. è una controllata della holding EssilorLuxottica, che dal 5 marzo 2019 ne detiene il 100%.

## Storia

### Fondazione e inizi

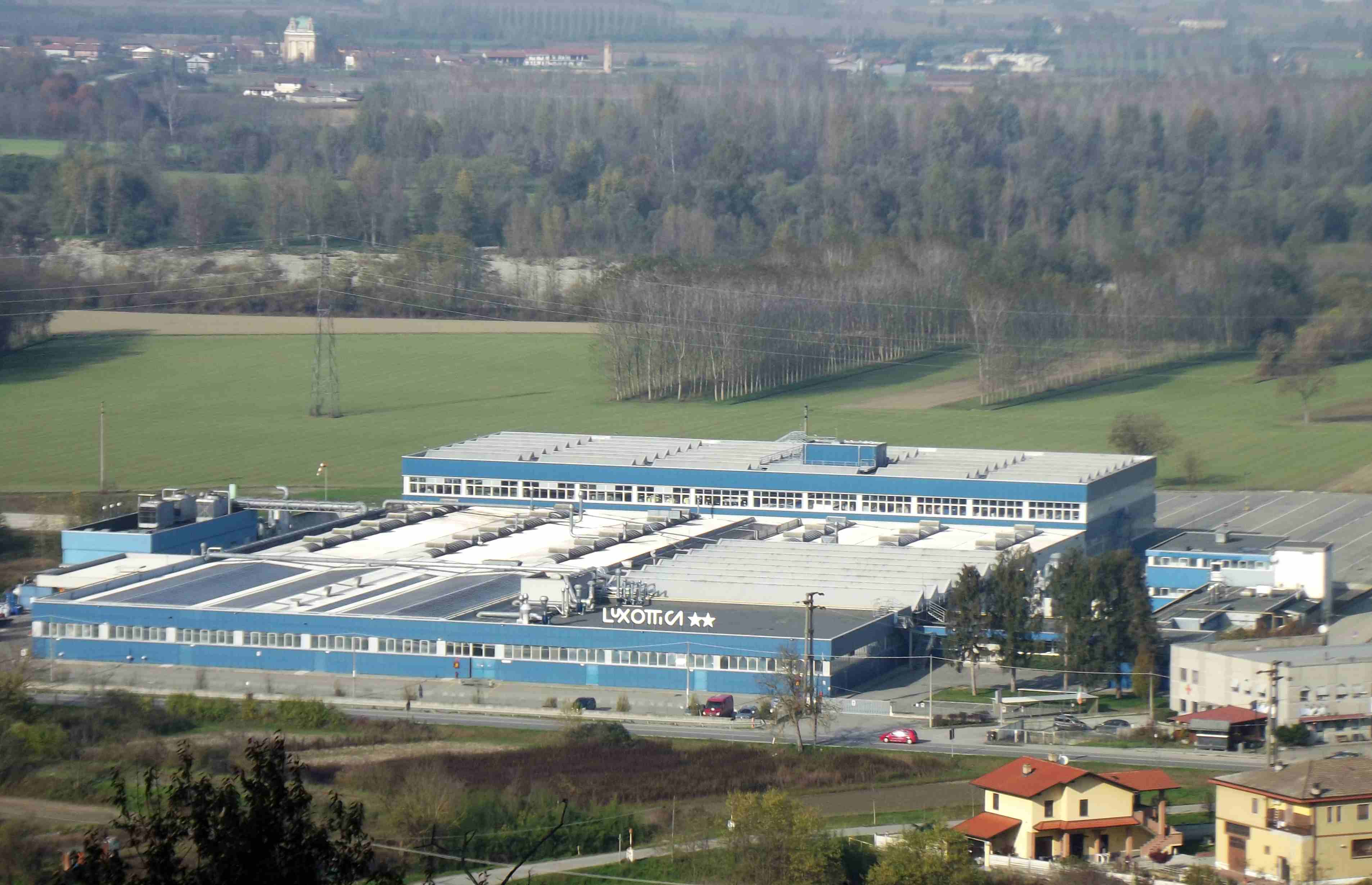
Lo stabilimento di Lauriano (Torino)

L'azienda viene fondata ad Agordo nel 1961 da Leonardo Del Vecchio. La zona del bellunese, dove ancora risiedono i principali impianti produttivi, si trova al centro del cosiddetto "distretto di eccellenza dell'ottica italiana".
Nei primi anni produceva occhiali e minuterie per conto terzi, per la Metalflex di Venas di Cadore, poi si mise a fabbricare per proprio conto.
Luxottica è una compagnia a integrazione verticale cioè ricopre al suo interno tutte le attività che accompagnano un occhiale, dalla produzione delle singole parti alla vendita.
Gli stabilimenti produttivi italiani si trovano ad Agordo, Sedico, Cencenighe Agordino, Lauriano, Pederobba e Rovereto.

### Lo sviluppo
Nel 1995 l'azienda ha acquisito la catena di negozi di ottica statunitensi LensCrafters.
Nel 1999 il gruppo Luxottica ha acquistato la statunitense Ray-Ban, marchio leader nel settore occhiali da sole, di proprietà della multinazionale Bausch & Lomb.
Nel 2001 è stato acquisito il marchio Sunglass Hut International, seguito nel 2003 da OPSM in Australia.
Nel 2007 Luxottica ha acquistato per 2,1 miliardi di dollari Oakley.
Nel 2003 acquisisce da Versace e Italo Cremona (azienda della quale era uno spin off) la I.C. Optics.
Nel 2011 Luxottica ha acquisito il 100% della brasiliana Grupo Tecnol per 110 milioni di euro.
Nel 2013 ha acquisito Alain Mikli International, società francese.
A inizio 2014 Luxottica ha acquisito il controllo di Glasses.com, piattaforma americana per la vendita di occhiali online.
Il 24 marzo 2014 Luxottica ha annunciato un accordo con Google per un nuovo modello di occhiali. Luxottica ha inoltre annunciato che i due marchi di proprietà più importanti del Gruppo, Ray-Ban e Oakley, saranno oggetto della collaborazione con il progetto Glass.
Nell'agosto 2014 l'amministratore delegato Andrea Guerra ha lasciato la direzione dell'azienda in seguito ad alcuni dissidi con il presidente e azionista di maggioranza Leonardo Del Vecchio.
Il primo settembre 2014 è stata annunciata la nuova struttura di governance dell'azienda, composta da due amministratori delegati, il primo con responsabilità dei mercati e il secondo per le funzioni corporate e finanziarie. Contestualmente, Enrico Cavatorta è stato nominato amministratore delegato per le funzioni Corporate e pro-tempore dei Mercati (fino a nuova nomina del secondo co-amministratore delegato). Dopo neanche un mese dalla nomina di Cavatorta (ancor prima di avere trovato un manager responsabile dei mercati) per una divergenza di idee tra il nuovo CEO e Del Vecchio, nel consiglio di amministrazione di lunedì 13 ottobre Cavatorta ha rassegnato le dimissioni. Il titolo in borsa in quell'occasione ha perso quasi il 10%.
Alla fine di ottobre 2014 il presidente Leonardo Del Vecchio ha nominato Massimo Vian Amministratore Delegato responsabile delle Operations e della Produzione e Adil Khan Amministratore Delegato responsabile del Marketing. Quest'ultimo ha lasciato Luxottica a gennaio 2016.
Il 3 dicembre 2014 è stata avviata una collaborazione del gruppo Luxottica con Intel, allo scopo di sviluppare tecnologie indossabili in campo ottico.
Alla fine del 2016 la Luxottica ha acquisito completamente il gruppo Salmoiraghi & Viganò facendo seguito a un precedente acquisto di una quota di azioni nel 2012.
Nel dicembre 2017, il gruppo Luxottica contava la proprietà di un totale di circa 9.000 negozi in tutto il mondo. Il presidente Leonardo Del Vecchio ha modificato l'assetto manageriale di Luxottica: l'amministratore delegato in carica Massimo Vian ha lasciato l'incarico a tre mesi dalla scadenza naturale (le sue deleghe sono state rilevate dallo stesso Del Vecchio), e Francesco Milleri è divenuto amministratore delegato, conservando al contempo l'incarico di vicepresidente.
A inizio 2018 è stato acquisito il 67% della società giapponese Fukui Megane, specializzata nella realizzazione di occhiali pregiati in titanio e oro massiccio. A giugno del 2018 è stato rilevato per circa 140 milioni di euro il marchio Barberini, il più importante produttore al mondo di lenti da sole in vetro ottico, fondato nel 1963 da Pietro Barberini.

### Fusione con Essilor: nasce EssilorLuxottica
Il 16 gennaio 2017 è stata annunciata la fusione di Luxottica con il gruppo francese Essilor, multinazionale francese produttrice di lenti oftalmiche.
Il risultato della fusione tra le due società, operativa dal 1º ottobre 2018, è una holding di diritto francese che ha assunto il nome di EssilorLuxottica, con sede a Parigi e quotazione presso la Borsa di Parigi. Nei termini della fusione sono previste operazioni finanziarie a seguito delle quali l'azionista di maggioranza del gruppo è la finanziaria Delfin, con il 38,4%.
In seguito all'annuncio della fusione la Commissione Europea per la concorrenza ha aperto un'indagine "per valutare attentamente se la concentrazione proposta non rischi di tradursi in prezzi più elevati o in una riduzione delle possibilità di scelta per gli ottici e, in ultima analisi, per i consumatori". Nel marzo del 2018 la Commissione Europea ha comunicato che "l’operazione di concentrazione non avrà effetti pregiudizievoli sulla concorrenza" dando, di conseguenza, il via libera alle operazioni di fusione tra le due aziende.
A fusione ultimata Leonardo Del Vecchio è diventato il presidente esecutivo del nuovo gruppo mentre il francese Hubert Sagniéres (amministratore delegato del gruppo Essilor dal 2010) è il vicepresidente esecutivo. Il delisting del titolo Luxottica dalla Borsa di Milano è avvenuto il 5 marzo 2019.

## Marchi
Il gruppo Luxottica è presente sul mercato con diversi marchi tra cui Vogue-Eyewear, Persol e Oliver Peoples. Produce inoltre altri marchi su licenza, tra i quali Giorgio Armani, Chanel, Prada.
Nel complesso Luxottica gestisce 31 marchi di occhiali di cui 10 propri e 21 in licenza. Nel 2013 il 60% delle unità vendute faceva capo ai marchi di proprietà.
Nel 2012 l'azienda ha prodotto e commercializzato circa 75 milioni di montature per occhiali da vista e da sole.

### Marchi in licenza
- A|X - Armani Exchange
- Brooks Brothers
- Brunello Cucinelli
- Bulgari
- Burberry
- Chanel
- Coach
- Diesel
- Dolce&Gabbana
- Emporio Armani
- Giorgio Armani
- Michael Kors
- Miu Miu
- Moncler
- Polo Ralph Lauren
- Prada
- Ralph Eyewear
- Ralph Lauren
- Scuderia Ferrari
- Starck Biotech Paris[34]
- Tiffany & Co.
- Tory Burch
- Valentino[35]
- Versace

Fonte: Marchi in licenza

### Marchi di proprietà
- Alain Mikli
- Arnette
- Costa Del Mar
- Luxottica
- Oakley
- Oliver Peoples
- Persol
- Ray-Ban
- Salmoiraghi & Viganò
- Sferoflex
- Sunglass Hut
- Solaris
- Vogue-Eyewear

Fonte: Marchi di proprietà